# Nishada intacta
Nishada intacta är en fjärilsart som beskrevs av Walker 1862. Nishada intacta ingår i släktet Nishada och familjen björnspinnare. Inga underarter finns listade i Catalogue of Life.